# Otto Busse (Radsportler)
Otto Busse (* 17. Juni 1914 in Leipzig; † nach 1979) war ein deutscher Radrennfahrer und Trainer, der in der DDR aktiv war.

## Sportliche Laufbahn
Busse begann Mitte der 1930er Jahre in Leipzig mit dem Radsport. Der Zweite Weltkrieg unterbrach seine Karriere. Nach der Rückkehr aus der Kriegsgefangenschaft startete er kurzzeitig als Berufsfahrer und gewann insbesondere im Bahnradsport eine Reihe von Rennen.
1949 gewann Otto Busse, der aus Leipzig stammte und für die BSG Eisen und Stahl-Leipzig fuhr, das Rennen Berlin–Leipzig, sowie das das Saisonauftaktrennen Berlin–Angermünde–Berlin. Im selben Jahr wurde er Vierter der Gesamtwertung der Ostzonen-Rundfahrt. Bei der DDR-Rundfahrt startete er mehrfach, sein bestes Ergebnis war 1952 Platz 17. 1950 startete Busse als Kapitän der ersten DDR-Mannschaft bei der Internationalen Friedensfahrt und wurde 44. der Gesamtwertung.
Auf der Bahn errang er 1950 zusammen mit Helmut Richard Körnig, Rolf Thieme und Gerd Thiemichen den DDR-Meistertitel in der Mannschaftsverfolgung.
Otto Busse gehörte 1954 zu den Gründungsmitgliedern des SC DHfK Leipzig. Nach seinem Rücktritt vom aktiven Radsport war er als Trainer in Leipzig tätig und betreute auch die DDR-Mannschaft bei der Friedensfahrt. Mehrere Jahre lang begleitete er die Friedensfahrt auf einem Motorrad, gemeinsam mit dem Sportchef des Neuen Deutschlands Klaus Ullrich und schrieb auch selbst Analysen des Rennens für die Zeitung.